# Hanakanahalli, Shiggaon
Hanakanahalli là một làng thuộc tehsil Shiggaon, huyện Haveri, bang Karnataka, Ấn Độ.